# استینس تور
استینس تور (به سوئدی: Stenstorp) یک منطقهٔ مسکونی در سوئد است که در بخش فالشوپینگ واقع شده‌است. استینس تور ۱٫۶۶ کیلومتر مربع مساحت و ۱٬۶۶۸ نفر جمعیت دارد.